# IS Open
L'IS Open è un torneo professionistico di tennis giocato su campi in terra rossa. Fa parte dell'ATP Challenger Tour. Si gioca annualmente a San Paolo in Brasile.

## Albo d'oro

### Singolare
| Anno | Campione    | Finalista        | Punteggio |
| ---- | ----------- | ---------------- | --------- |
| 2013 | Guido Pella | Facundo Argüello | 6-1, 6-0  |

### Doppio
| Anno | Campioni                   | Finalisti                 | Punteggio   |
| ---- | -------------------------- | ------------------------- | ----------- |
| 2013 | Roman Borvanov Artem Sitak | Sergio Galdós Guido Pella | 6-4, 7–6(3) |